# Побєдне (Джанкойський район)
Побє́дне (до 1945 року — Тарханла́р, крим. Tarhanlar) — село Джанкойського району Автономної Республіки Крим. Розташоване в центрі району.

## Географія
Побєдне — велике село в центральній частині району, у степовому Криму, у нижній течії річки Побєдна, за 2 кілометри на схід від міста Джанкоя, там же найближча залізнична станція, висота над рівнем моря — 7 м.
Сусідні села Тарасівка і Болотне розташовані менше кілометра на південь і за 1,5 км на північ відповідно.

## Історія

### Кримськотатарський період
Перша документальна згадка село зустрічається у Камеральному Описі Криму 1784 року, судячи з якого, в останній період Кримського ханства Тарханлар входив до Орта Чонгарського кадилику Карасубазарського каймакамства. Після завоювання Кримського ханства Російською імперією 8 лютого 1784, село було приписане до Перекопського повіту Таврійської області. Після реформ Павла І, з 1792 по 1802 рік, входило до Перекопського повіту Новоросійської губернії. За новим адміністративним поділом, після створення 8 (20) жовтня 1802 року Таврійської губернії, Тарханлар був включений до складу Кокчора-Кіятської волості Перекопського повіту.
За Відомостями про всі селища, які входять до Перекопського повіту… (рос. Ведомости о всех селениях, у Перекопском уезде состоящих…) від 21 жовтня 1805 року в селі Тарханлар значилося 10 дворів і 86 кримських татар. На військово-топографічної карті 1817 село Тарканлар позначене вже з 13 дворами. Відтак, ймовірно, внаслідок еміграції кримських татар до Туреччини, село помітно спорожніло і на карті 1842 року Тарханлар позначений умовним знаком «мале село», тобто, менше 5 дворів, а згодом у доступних джерелах другої половини XIX століття не зустрічається взагалі.

### Німецьке поселення
Поселення відродилося з початком поселення німців-євангелістів (німецька назва Гоффнунгсфельд), вихідцями з бердянських колоній, на придбаних у власність 1654 десятинах землі, у 1884 році в Ак-Шейхській волості. Згідно з «… Пам'ятною книжкою Таврійської губернії на 1892 рік», у селі Тарханлар, що входило в Тарханларську сільську громаду, було 95 жителів і 16 домогосподарств. За «… Пам'ятною книжкою Таврійської губернії на 1900 рік» в Тарханлару значилося 130 жителів і 29 дворів, у 1904—152, в 1911—215. У Статистичному довіднику Таврійської губернії. Ч. 1-а. Статистичний нарис, випуск четвертий Перекопський повіт, 1915 р. в Ак-Шейхській волості Перекопського повіту значиться село Тарханлар з населенням 196 мешканців.

### Міжвоєнний період
У січні 1918 року село окуповане бльшовиками.
У результаті адміністративних реформ початку 1920-х років, до 1922 року була скасована волосна система і, згідно зі Списком населенних пунктів Кримської АРСР за Всесоюзним переписом 17 грудня 1926, Тарханлар, з населенням 190 осіб, з яких було 167 німців, входило до складу Німецько-Джанкойської сільради Джанкойського району. До 1940 року Німецько-Джанкойська рада був скасована, і, ймовірно, тоді ж Тарханлар став центром сільради.

### Німецько-радянська війна
Незабаром після початку Німецько-радянської війни, 18 серпня 1941 кримські німці були виселені, спочатку в Ставропольський край, а потім в Сибір і північний Казахстан.
81 житель села брав участь у німецько-радянській війні, з них 15 людей загинули.

### Повоєнний період
Указом Президії Верховної Ради РРФСР від 21 серпня 1945 Тарханлар було перейменовано в Побєдне, Тарханларську сільраду — в Побєдненську. У 1954 році раду розукрупнили, перенісши центр в Димовку. З 1954 року село Побєдне у складі УРСР.
У період з 1954 по 1968 роки до Побєдного приєднали Димовку, а в 1974 році сільрада була створена знову.
В селі Побєдне знаходилася центральна садиба радгоспу «Джанкойський» № 3, за яким було закріплено 5275 га землі, у тому числі 2772 га орної. Господарство спеціалізувалося на овочівництві, також виробляло м'ясо, молоко. Працював консервний завод продуктивністю 3 млн умовних банок на рік (1974), працював холодильник ємністю 1200 тонн.
За трудові успіхи нагороджені орденами і медалями 145 осіб, з них Ф. В. Мосейко — орденом Жовтневої Революції.

## Населення

### Мова
Розподіл населення за рідною мовою за даними перепису 2001 року:
| Мова                | Відсоток |
| ------------------- | -------- |
| російська           | 64,38 %  |
| українська          | 19,58 %  |
| кримськотатарська   | 14,6 %   |
| інші/не визначилися | 1,44 %   |

## Соціальна сфера
В селі є восьмирічна школа. У 1974 році в школі було 26 вчителів та 616 учнів, два клуби на 550 місць, дві бібліотеки з книжковим фондом 25 тис. примірників, дільнична лікарня на 35 ліжок, вузол зв'язку.

## Вулиці
Вулиці села Побєдне:
- вул. Айвазовського,
- вул. Амет хана Султана,
- вул. Гріна О.,
- вул. Житомирська,
- вул. Інтернаціональна,
- вул. Котвицького,
- вул. Леніна,
- вул. Меліораторів,
- вул. Молодіжна,
- вул. Новоселів,
- вул. Піонерська,
- вул. Побєди;
- вул. Полтавська,
- вул. Степова,
- вул. Таврійська,
- вул. Танкістів,
- вул. Феодосійська,
- пров. Житомирський,
- пров. Первомайський
- вул. Виноградна,
- вул. Гагаріна,
- вул. Зарічна,
- вул. Кірова,
- вул. Кутузова,
- вул. Маркса К.,
- вул. Матросова,
- вул. Нахімова,
- вул. Октябрська,
- вул. Пирогова,
- вул. Садова,
- вул. Свердлова,
- вул. Фрунзе,
- вул. Шевченка,
- вул. Ювілейна,
- вул. 8-го Марта,
- пров. Маркса К.

## Пам'ятки
На околиці села встановлено пам'ятник розстріляним радянським військовополоненим.

## Відомі люди
В селі народились:
- Крижко Олексій Леонтійович (*7 липня 1938 — †27 серпня 2008) — голова ради Кримської республіканської організації ветеранів війни, депутат Верховної Ради Автономної Республіки Крим, генерал-лейтенант.
- Степанюк Руслан Леонтійович (* 1977) — український правник.